# فلوريان بيكاسو
فلوريان رويز_بيكاسو (Florian Ruiz_Picasso) أو اغتصارا فقط فلوريان بيكاسو (Florian Picasso)  من مواليد 21 فيفري 1990 بمدينة كان الفرنسية . هو دي جي ومنتج فرنسي فيتنامي ،استطاع سنة 2016 من أن يحتل المركز 38 في التصنيف السنوي للدي جي التي تصدره مجلة دي جي .

## روابط خارجية
- فلوريان بيكاسو على موقع ميوزك برينز (الإنجليزية)
- فلوريان بيكاسو على موقع ديسكوغز (الإنجليزية)